# Buzulukskij rajon
Il Buzulukskij rajon (in russo Бузулукский район?) è un rajon dell'Oblast' di Orenburg, nella Russia europea; il capoluogo è Buzuluk. Istituito nel 1928, ricopre una superficie di 3.800 chilometri quadrati e nel 2010 ospitava una popolazione di circa 33.500 abitanti.